# AMA Tower
AMA Tower est un gratte-ciel à Dubaï aux Émirats arabes unis. Il s'élève à 334 mètres pour 62 étages. Il fut achevé en 2021.